# Kombu

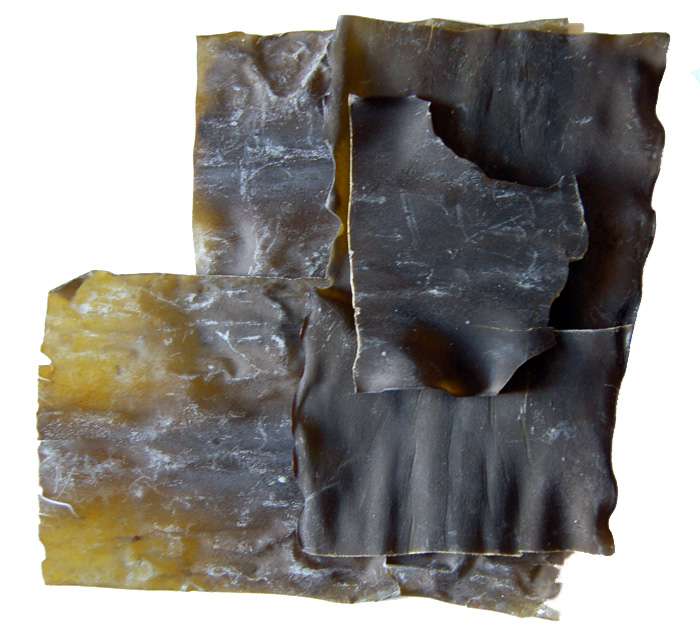
Kombu

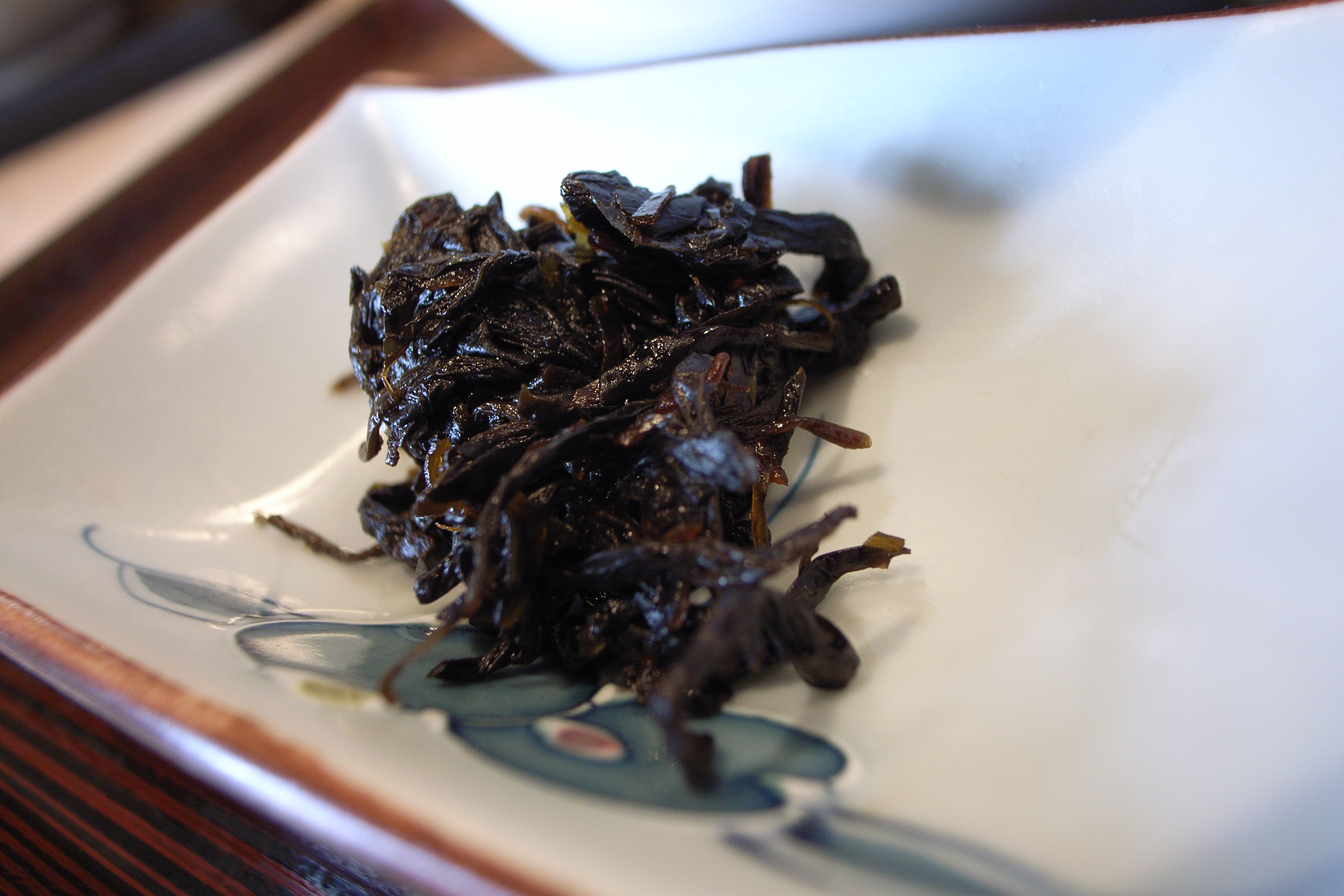
Tsukudani sporządzone z kombu

Konbu (jap. 昆布 konbu; wym. kombu;  kor. 다시마 dasima; chiń. 海帶 pinyin hǎidài) – surowiec kulinarny uzyskiwany z kilku gatunków wodorostów z rzędu listownicowców, przede wszystkim listownicy japońskiej (Saccharina japonica, syn. Laminaria japonica), a w mniejszym stopniu z Saccharina religiosa (Laminaria religiosa), Saccharina cichorioides (L. cichorioides), Alaria crassifolia i różnych gatunków Arthrothamnus. Wykorzystywany jest w kuchni japońskiej i innych krajów Dalekiego Wschodu.

## Historia
Najwcześniejszy zachowany dokument wzmiankujący o kombu to Shoku Nihongi z 797 roku, lecz przypuszcza się, że spożywano je znacznie wcześniej, już w okresie Jōmon (12 000 p.n.e. do 300 p.n.e.). W późniejszych czasach opracowano sposób suszenia, co pozwoliło je dłużej przechowywać. 

## Zastosowanie
Obecnie kombu jest eksportowane z Japonii do wielu krajów na całym świecie. Mimo stosunkowo skomplikowanego cyklu rozwojowego (heteromorficzna przemiana pokoleń) w Chinach laminaria japońska jest uprawiana w zagrodach morskich, a jej plechy są przetwarzane na suszony surowiec. W trakcie obróbki może być barwiony zielenią malachitową, proszkowany itp.
Skład procentowy świeżej masy (dane dla różnych gatunków listownic)
- woda – 23,5
- białka – 5,8
- tłuszcze – 1,1
- skrobia – 42,0 (zawiera również laminarynę i mannitol)
- celuloza, tj. błonnik – 6,7
- substancje mineralne (popiół) – 21,1 (przy czym w 1 kg suchej masy plechy Laminaria religiosa znajduje się ok. 240 mg jodu).